# Träby borg

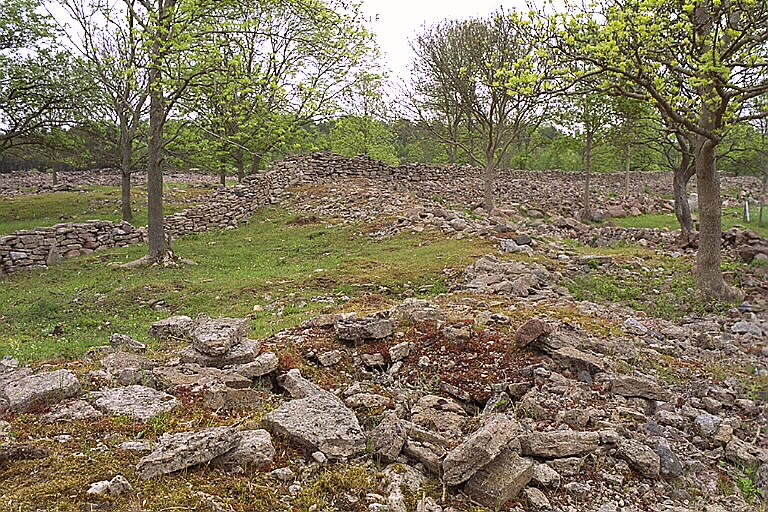
Träby borg

Träby borg ist eine prähistorische Wallburg auf der schwedischen Ostseeinsel Öland.
Die nur als Ruine erhaltene Burg liegt etwa 700 m nördlich des Dorfes Träby im Stora Alvaret im Süden der Insel.
Wie auch andere der 15 auf Öland gefundenen prähistorischen Burgen wurde Träby borg über einen längeren Zeitraum hinweg genutzt und dabei baulich jeweils den veränderten Bedingungen angepasst. Anders als andere Burgen wie Burg Eketorp wurden in Träby borg jedoch nicht die eigentliche Burg bei Platzmangel erweitert, sondern an die bestehende Burg ein weiterer Burgring angefügt. Träby borg besteht daher ungewöhnlicherweise aus drei Burgringen, die von Nordosten nach Südwesten aneinander gereiht sind. Auf dieser Besonderheit beruht auch der sich von Tre-by (Drei-Dorf) ableitende Name. 
Die Durchmesser der einzelnen Burgringe variieren zwischen 44 und 66 Metern. Die Außenmauern sind jedoch nur schlecht erhalten, wobei die mittlere Burg sich im besten Zustand befindet. In der nördlichen Burg sind noch die Rest von Hausgründungen zu erkennen. Diese Grundmauern waren in allen drei Ringen vorhanden. 1634 wurde von 30 in der nördlichen, 32 in der mittleren und 14 im südlichen Burgring berichtet.
Südöstlich der Burganlage befindet sich ein Gräberfeld mit etwa zehn runden Steinsetzungen.